# 99891 Donwells
99891 Donwells este un asteroid din centura principală de asteroizi.

## Descriere
99891 Donwells este un asteroid din centura principală de asteroizi. A fost descoperit pe 9 august 2002 la Haleakala de Andrew Lowe. Asteroidul prezintă o orbită caracterizată de o semiaxă mare de 3,06 ua, o excentricitate de 0,05 și o înclinație de 5,0° în raport cu ecliptica.